# Богородиця Козельщинська

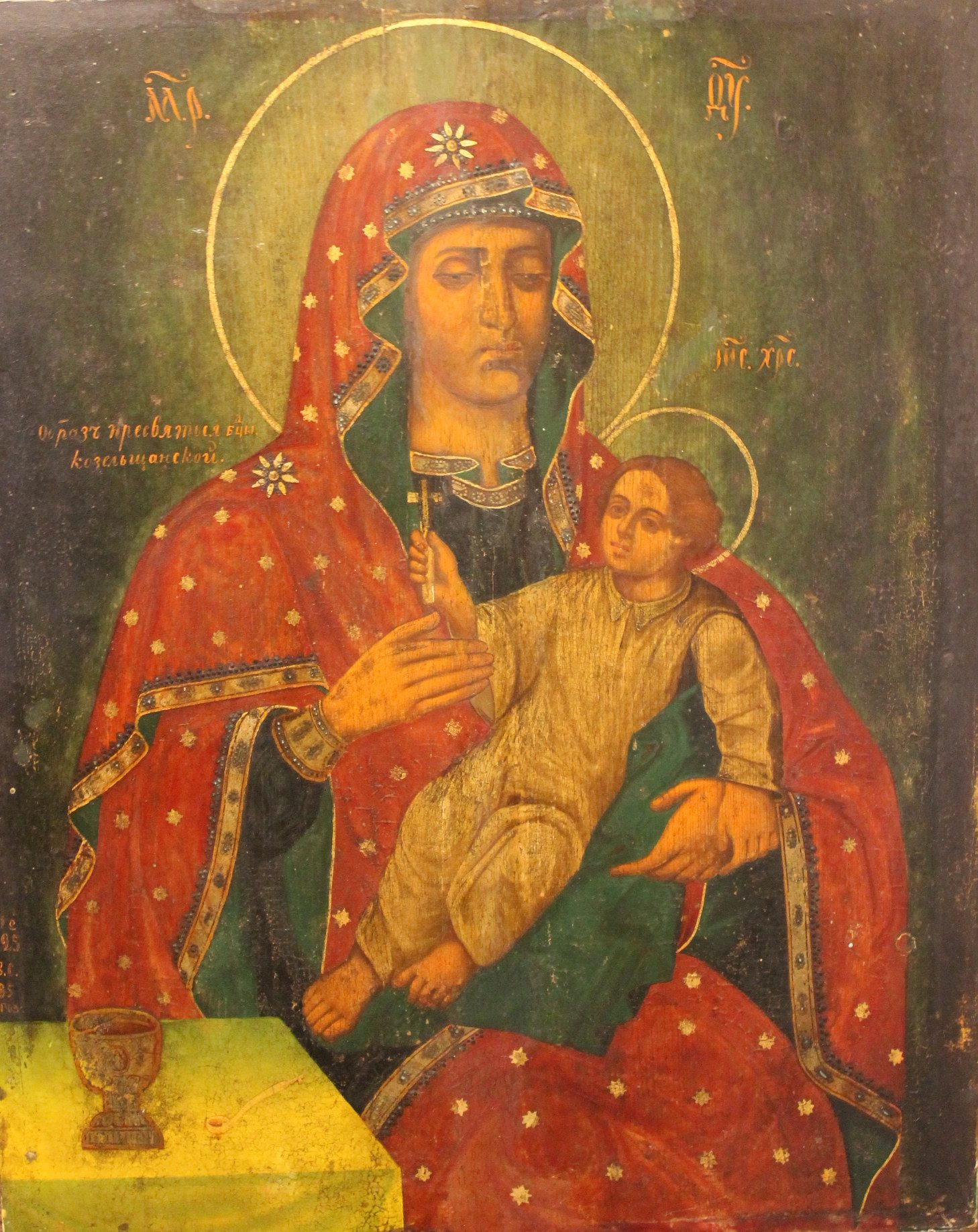
Богородиця Козельщинська. Полтавщина, ХІХ ст. Музей Української домашньої ікони, «Замок Радомисль»

Богородиця Козельщинська (Козельщанська) — головна святиня Полтавщини.

## Опис
Діва Марія в синьому хітоні, плечі й голова вкриті пурпурним мафорієм у зірках. Лівою рукою притримує маленького Ісуса, який напівлежить у неї на колінах. Дитя тримає в правій руці хрест. Правою рукою Діва Марія притримує дитячу руку з хрестом. По праву руку Діви Марії — стіл, на якому чаша і ложка. Німби над головами фігур утворюють промені світла.
Досить часто Немовля зображується з вивихнутою ніжкою.

## Історія
Назва «Козельщинська Богоматір» походить від містечка Козельщина — районного центру на Полтавщині. Згідно з переказами, вона була сімейною реліквією козацької родини Козельських, котрі власне й заснували містечко. Останній з них, не маючи нащадків, передав у 1863 році свій маєток й ікону графині Софії Михайлівні Капніст.
В 1880 році одна з доньок графині Марія захворіла на параліч ніг. Дівчину вже збиралися везти до московських лікарів, однак, стверджує переказ, перед від'їздом та настільки палко молилася на ікону Богородиці, що одужала.
З того часу Козельщинська ікона Богородиці вважається чудотворною і цілющою. Аби вклонитися іконі, до Козельщини приїздили паломники з України і з Москви.
В 1882 році граф Володимир Іванович Капніст на знак подяки за зцілення доньки побудував у містечку храм на честь Пресвятої Богородиці (саме він послужив прототипом для роману «Собор» українського письменника Олеся Гончара). На поклоніння до чудотворної ікони стікалася величезна кількість прочан. Вже 1884 року літнього дня кількість прочан сягала 2 000.
У 1909 році біля чудотворної ікони побував російський цар Микола II, просячи в неї здоров'я для своєї дочки.
Після закриття храму більшовиками ікона зберігалася по різних храмах на Полтавщині, а потім у Києві на одній з приватних квартир.
З лютого 1993 року ікона перебуває в Козельщанському Різдвяно-Богородицькому жіночому монастирі.

## Походження ікони
Створення ікони приписують італійським майстрам. Найближчою аналогією до Козельщанської Богоматері є відома картина Леонардо да Вінчі «Мадонна з веретеном». На ній немовля Ісус, напівлежачи на колінах Діви Марії, тримає в руках веретено у вигляді хреста, яким спирається на стіл.

## Культ
До ікони звертаються найчастіше за зціленням від кульгавості.
Крім того, існує народне повір'я, що Богородиця Козельщинська допомагає молодим дівчатам вийти заміж; для цього треба, щоб той, хто молиться, чистив ризу на іконі.
День ушанування ікони — 6 березня (у високосний рік 5 березня).

## Місце знаходження
- 23 квітня 1882 року ікона Козельщинської Божої Матері була встановлена у невеличкій каплиці, яку збудував граф Володимир Капніст. А вже у вересні цього ж року була збудована Свято-Богородицька церква.
- Навесні 1885 році в Козельщині почала діяти жіноча релігійна община, в 1890 році реорганізована в Козельщинський Різдвяно-Богородицький жіночий монастир.
- У 1906 році ікону перенесено до новозбудованого храму, де вона перебувала у лівій частині мармурового іконостасу.

З 1949 до 1990 року ікона втрачена внаслідок закриття монастиря.
- Восени 1990 року сім'я із Києва, яка всі ці роки зберігала ікону, переконавшись, що монастир почав працювати в стабільному режимі, повернула її. По сьогоднішній день Чудотворна ікона Козельщинської Божої Матері знаходиться в монастирі.